# 奥雅达县
奥雅达县，一译乌亚道县，是柬埔寨腊塔纳基里省下辖的一个县。
据1998年人口普查，此县共有10,898人。
在柬越战争初期，这里就已是越南与柬埔寨交火之地。民主柬埔寨指责越南人民军于1978年10月底至11月初多次向此县发射毒气弹。